# Vitalismo

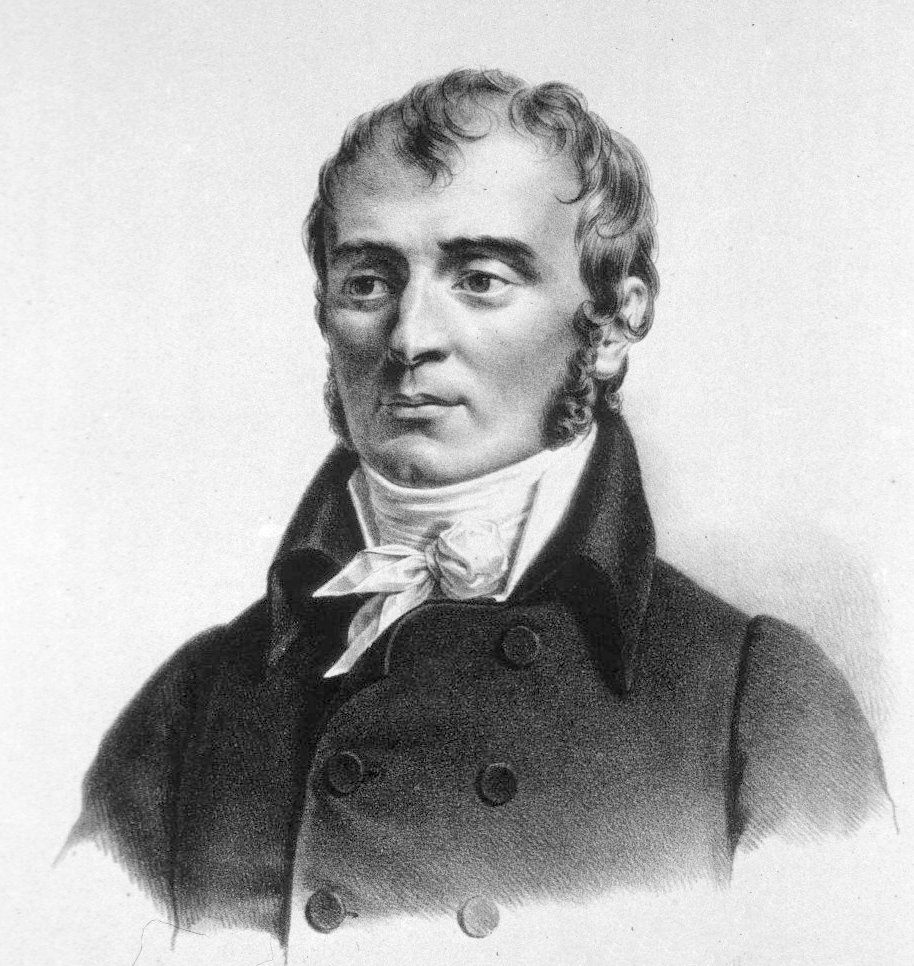
Xavier Bichat, uno de los principales defensores del vitalismo.

El vitalismo es una teoría pseudocientífica según la cual los organismos vivos se caracterizan por poseer una fuerza o impulso vital que los diferencia de forma fundamental de las cosas inanimadas y no está sujeta a las leyes fisicoquímicas generales. A este impulso vital se le suele denominar como élan vital, término acuñado por Henri Bergson en 1907. A pesar de una larga trayectoria histórica intentando demostrar que se trataba de una teoría obsoleta, la obra de Georges Canguilhem y los trabajos de la teórica Jane Bennett plantean, todavía hoy, posturas vitalistas como complementarias (no contrarias) a la comprensión científica del mundo.
Tradicionalmente se describe como una fuerza inmaterial específica, distinta de la energía estudiada por la física y otro tipo de ciencias que, actuando sobre la materia organizada, daría como resultado la vida y sin la que sería imposible su existencia. Este fundamento físico en su sentido más puro se encuentra actualmente rechazado, no obstante, también encuentra base en fundamentos antropocéntricas y racionalistas, entre otros.
La tesis contraria, el antivitalismo, propugnaba que la fuerza vital no existe y que las reacciones fisicoquímicas que se dan en un organismo vivo siguen las mismas leyes que rigen en la materia inanimada.
También se conoce por «vitalismo» a lo que Scott Lash y otros autores llaman «defensa de la vida». Así, sería usado por movimientos tales como el movimiento animalista, el antiabortismo, el antimilitarismo, el ecologismo, el pacifismo y el veganismo, pero también por estudiosos de la obra de pensadores como Friedrich Nietzsche y José Ortega y Gasset. Los planteamientos orientales de esta segunda definición vendrían de la mano del maestro jaina Mahāvīra en el Oriente, quien combinó el ascetismo de Parsuá con las enseñanzas de los naturalistas ajivika, término que en sánscrito significa «vivientes».

## Vitalismo occidental

### Conceptualización
El vitalismo europeo se opone a las explicaciones mecanicistas que presentan la vida como fruto de la organización de los sistemas materiales que le sirven de base. Es un aspecto del voluntarismo que argumenta que los organismos vivos, no la materia simple, se distinguen de las entidades inertes porque poseen fuerza vital o élan vital, en francés, que no es ni física, ni química. Esta fuerza es identificada frecuentemente con el alma o el espíritu del que hablan muchas religiones. Los vitalistas establecen una frontera clara e infranqueable entre el mundo vivo y el inerte. La muerte, a diferencia de la interpretación mecanicista característica de la ciencia moderna, no sería efecto del deterioro de la organización del sistema, sino resultado de la pérdida del impulso vital o de su separación del cuerpo material.

### Historia
Ante el fracaso del mecanicismo cartesiano en la explicación de la singularidad de lo orgánico, el vitalismo empieza a expandirse por Europa a finales del siglo XVIII. En biología, este cuadro teórico tuvo un momento fecundo, porque apartaba lo vivo del mecanismo y las explicaciones causales reductivas del pensamiento cartesiano del siglo XVII sin caer en lo sobrenatural. En sentido estricto, el término "vitalismo" designa la escuela de Montpellier y su principal exponente Paul Joseph Barthez (1734-1806).
Esta hipótesis fue descartada por la mayoría de los científicos en el momento que Friedrich Wöhler sintetizó un compuesto orgánico, la urea, a partir de compuestos inorgánicos en 1828. Posteriormente, este le escribió a Berzelius diciéndole que había sido testigo de "una gran tragedia de la ciencia, la muerte de una bella hipótesis por un hecho feo". La "bella hipótesis" era el vitalismo; el "hecho feo", la placa con los cristales de urea. Años después, W. Williams diría que el vitalismo es parte de la base de un gran número de "pseudociencias", término utilizado, en este caso, de manera peyorativa. Sin embargo, en la actualidad hay una reactivación filosófica del vitalismo.

## Relación con la biosemiotica
Si bien la biosemiótica comparte algunas preocupaciones temáticas con el vitalismo, como la visión de que la vida implica más que solo procesos físicos, no es dogmaticamente vitalista. La biosemiótica busca comprender la relación entre los signos, los procesos y la vida de una manera que pueda analizarse científicamente, trascendiendo los conceptos primitivos del vitalismo clásico. La biosemiótica no necesariamente defiende una misteriosa "fuerza vital" de la misma manera que lo hace el vitalismo tradicional. Pero la biosemiótica reconoce que la vida es una propiedad emergente, es decir, es más que la suma de sus partes materiales. La biosemiótica enfatiza la importancia del significado en los sistemas biológicos, que podría verse como una especie de función "vital" que va más allá de los procesos físicos o bioquímicos. Enfatiza los procesos comunicativos dentro de los sistemas vivos, incluso a nivel molecular; por ejemplo, el ADN es decodificable.
De hecho, la biosemiótica se enfoca en los aspectos interpretativos y significativos de los sistemas biológicos; esto hace eco de las ideas vitalistas en el sentido de que la vida implica más que solo procesos mecánicos: implica una fenomenología. La biosemiótica considera a los organismos como agentes activos en el mundo, que interpretan signos y responden a ellos, lo que contrasta con una visión puramente mecanicista de la vida. Este enfoque en la agencia de los organismos vivos puede parecer similar a la idea de que la vida tiene un impulso o fuerza inherente, que recuerda al vitalismo.
La biosemiótica no se compromete religiosa o dogmáticamente con una "fuerza vital" sobrenatural o mística. No niega la importancia de los procesos físicos y químicos en los sistemas vivos, sino que los integra en un marco más amplio donde los signos y el significado juegan un papel central. Dado que para la biosemiotica el concepto de Umwelt es cetral, como secuela esta ciencia reconoce que el organismo posee un mundo interno que es inaccesible, tal como lo postula Adolf Portmann. En este mundo inaccesible se insinúa una fuerza vital.

### Representantes
- El principal abanderado de esta corriente era el químico sueco Jöns Jacob Berzelius  (1779-1848).
- El médico alemán Georg Ernst Stahl (1659-1734).
- El médico francés Téophile de Bordeu (1722-1776).
- El escocés John Hunter (1728-1799).
- El químico y médico alemán Samuel Hahnemann (1755-1843), quien configuró la homeopatía.[14]
- El médico francés Xavier Bichat (1771-1802).
- El francés François Magendie (1783-1855).
- Friedrich Nietzsche (1844-1900), manifestado mediante el episodio del caballo de Turín.[9]
- El filósofo Henri Bergson (1859-1941), quien concibió un élan vital o "impulso vital", fuente inagotable de la que fluyen perennemente todas las cosas.
- Hans Driesch (1867-1941).
- Teilhard de Chardin (1881-1955).
- José Ortega y Gasset (1883-1955), creador de un sistema llamado "raciovitalismo".[10]
- Pierre Lecomte du Noüy (1883-1947).
- El psicoanalista Wilhelm Reich (1897-1957), que identificó el impulso vital con lo que denominó orgón, energía común a todos los seres vivos, cuya máxima expresión es el orgasmo; concebía esta fuente de energía como cuantificable.

## Vitalismo oriental
El vitalismo como doctrina filosófica tiene bases en múltiples corrientes teológicas denominadas en conjunto animistas. Por ejemplo, los jainistas consideran la vida sagrada. Por ello, evitan dar muerte a cualquier ser vivo, incluidas las liendres en el cabello, y muchos de ellos optan por no cortárselo o no lavárselo, por esta razón o para indicar que se da una mayor importancia al espíritu que al cuerpo. No solo son vegetarianos sino que también se niegan a comer hortalizas subterráneas por temor a dañar un animal durante la recolección. A menudo, los monjes barren el suelo delante de ellos para no pisar o sentarse encima de criaturas invisibles y usan máscaras sobre sus bocas para evitar inhalar cualquier cosa viva. Esta actitud debe entenderse en su contexto; no deben pues, ser interpretadas desde el etnocentrismo.

## Ciencia ficción
En la serie de televisión Arcane, la hextech es una tecnología capaz de canalizar esa magia que en la naturaleza crea vida (y muerte), esta vez para hacer funcionar ciertos artefactos al servicio de la civilización humana. Al igual que en la teoría vitalista, en Arcane se considera que existe una fuerza protocientífica que puede ser canalizada a través de artificios para potenciar ciertas herramientas y capaz de impulsar la vida artificial. El complejo diseño mágico-científico tiene el potencial de traer prosperidad a Piltover, pero también plantea riesgos. Hextech es un invento de los científicos Jayce y Viktor, quienes han sido capaces de capturar y conducir dicha fuerza vital mediante el uso de medios artificiales. La fuerza vital se encuentra especialmente concentrada en ciertos cristales de tamaño de un huevo y que brillan con su propia luz, azul. El control de lo inexplicable a través de tecnologías avanzadas han convertido a Piltover en una civilización que se aventura al progreso, rumbo a una heterotopía.